# Tấn Ai công
Tấn Ai công (chữ Hán: 晋哀公, cai trị: 457 TCN – 440 TCN hoặc 451 TCN - 434 TCN), hay Tấn Kính công (晋敬公), Tấn Ý công (晋懿公), tên thật là Cơ Kiêu (姬骄), là vị vua thứ 36 của nước Tấn - chư hầu nhà Chu trong lịch sử Trung Quốc.

## Vua không quyền hành
Cơ Kiêu là chắt của Tấn Chiêu công – vua thứ 32 nước Tấn. Tấn Chiêu công có người con út tên là Ung, được đặt thụy hiệu là Đái Tử. Đái Tử sinh ra Cơ Kỵ. Cơ Kỵ chơi thân với Trí Bá và mất sớm.
Sau khi Tấn Xuất công bỏ chạy ra nước ngoài và qua đời, Trí Bá Tuân Dao muốn thôn tính cả nước Tấn nhưng chưa dám, bèn lập con của Cơ Kỵ là Cơ Kiêu lên ngôi, tức là Tấn Ai công.
Trong 4 họ đại phu, Trí Bá mạnh nhất, nắm chính sự nước Tấn. Trí Bá muốn lần lượt thôn tính 3 họ kia để chiếm cả nước Tấn. Năm 449 TCN, Trí Bá bắt 3 họ cắt đất cho mình. Hàn và Ngụy nghe theo nhưng họ Triệu chống lại. Trí Bá bèn hợp binh với Hàn và Ngụy đánh họ Triệu.
Ba họ vây họ Triệu trong thành Tấn Dương hơn 1 năm. Trong lúc quẫn bách, Triệu Vô Tuất sai thủ hạ Trương Mạnh Đàm ra thuyết phục họ Hàn và Ngụy phản Trí Bá. Hai họ đồng tình, cùng nhau mang quân đánh úp giết Trí Bá. Ba họ Triệu, Hàn, Ngụy chia nhau đất đai của Trí Bá, cùng nhau điều hành nước Tấn.
Khoảng năm 440 TCN/434 TCN, Tấn Ai công qua đời. Ông ở ngôi 18 năm. Con ông là Cơ Liễu được lập lên ngôi, tức là Tấn U công.